# Грабен (Рибниця)
Грабен (словен. Graben) — поселення в общині Рибниця, регіон Південно-Східна Словенія, Словенія.